# Travalda
Travalda era un toponimo della Valdera (provincia di Pisa), attestato tra il IX e il XIV secolo.

## Travalda
Il toponimo di Terra Valda o Terra Walda, più tardi mutatosi in Travalda, nei documenti di epoca carolingia indica la pianura tra Pontedera e Ponsacco, al confine tra le diocesi di Lucca e di Pisa (e dal 1622 diocesi di San Miniato). La prima citazione si trova nell'atto di fondazione della Badia di San Savino presso Calci (30 aprile 780), nel quale i fondatori, tre fratelli nobili pisani, assegnavano al nuovo monastero, tra altri beni, la metà della corte che essi possedevano "in Terra Walda".
Il nome in germanico ha il significato di "terra boscosa", e deriva forse dal confine naturale costituito dalla palude di Lavaiano tra le zone dell'interno (Lucca) e la costa (Pisa). Già durante le guerre tra i Goti e i Bizantini, tra il 539 e il 553 questo fu territorio conteso, e ancora, fino alla prima metà del VII secolo qui si trovava il confine tra il ducato longobardo di Lucca e la Toscana ancora bizantina.
Un villaggio di Terra Valda, presso Laveriano, è attestato nell'807 come possesso della pieve di Santa Maria di Ducenta, che dipendeva dal vescovato di Lucca. Nel 908 la pieve era stata consacrata anche a San Giovanni Battista e il villaggio ne era ancora in possesso nel X-XI secolo. In numerosi documenti la collocazione della pieve viene individuata con il toponimo di "Terra Valda" o "Travalda".
Nel secolo XI aveva signoria a Travalda Bernardo, figlio di Gherardo, considerato il capostipite degli Upezzinghi. Nel 1099 nel testamento lasciò diversi beni alla chiesa di Travalda, alla primaziale di Pisa ed alle Badie di San Salvatore a Sesto e di Santo Stefano a Cintoia. Inoltre ordinò la costruzione di un ponte alla foce dell'Era in quella che poi diventerà Pontedera.
Tra la fine dell'XI secolo e gli inizi del XII secolo la pieve prese il nome di Santa Maria e San Giovanni Battista di Appiano, forse in seguito alle distruzioni dovute alle contese tra Lucca e Pisa e ad una successiva ricostruzione.
Nel 1292 la zona di Travalda passò dagli Upezzinghi al comune di Pisa, e fu sotto la capitaneria di Pontedera dal 1313. Dopo la distruzione di Appiano nel 1341, la chiesa di Santa Maria e San Giovanni Battista fu traslocata nella comunità di Ponsacco e con essa i suoi abitanti nel 1366. Nel 1371 viene citata per l'ultima volta in alcune cronache in cui si parla di un giovane "Marco da Travalda".
Nella località corrispondente all'antica Travalda nel 1651 la famiglia Braccini fece costruire una chiesa dedicata alla Madonna della Tosse. Oggi tale chiesa ("Chiesa dei Braccini") si trova a Pontedera in località La Borra.

## Appiano
Fu dopo il 1099 che la pieve di Travalda (in alcuni documenti anche chiamata "Ducenta") prese un altro nome derivato dalla sua posizione in pianura ("Al Piano", poi divenuto "Appiano"). Non è da escludere che questi cambi di denominazione siano dovuti alle ricostruzioni della pieve in zone limitrofe per le continue guerre.
Appiano fu completamente distrutta a causa delle guerre nel 1341. 

### La famiglia Appiani
Gherardo Appiano signore di Pisa cede a Gian Galeazzo Visconti nel 1399 Pisa e il suo territorio, ad esclusione di Piombino per duecentomila fiorini. Sono di origine di Appiano la famiglia nobile che otterrà nel 1594 il Principato di Piombino. Il capostipite di questa famiglia è Guarnito d'Appiano, vissuto nella prima metà del XIII secolo.